# 19484 Vanessaspini
19484 Vanessaspini è un asteroide della fascia principale. Scoperto nel 1998, presenta un'orbita caratterizzata da un semiasse maggiore pari a 2,3208935 UA e da un'eccentricità di 0,0694813, inclinata di 6,45910° rispetto all'eclittica.